# Нарасун
Нарасу́н (рос. Нарасун) — село у складі Акшинського району Забайкальського краю, Росія. Адміністративний центр та єдиний населений пункт Нарасунського сільського поселення.

## Населення
Населення — 929 осіб (2010; 1097 у 2002).
Національний склад (станом на 2002 рік):
- росіяни — 85 %